# コトリッチ
コトリッチ（cotorich、1985年3月4日 - ）は、日本の写真家、ネットアイドル、YouTuber。以前は古都ひかる名義でAV女優として活動していた。東京都出身。

## 略歴
2003年9月21日、古都ひかる名義で『処女宮 −natural−』でAVデビュー。翌年7月頃まで、h.m.pの専属AV女優として活動。 1年に満たない活動期間ながら、セールス100万本を突破し最年少最短殿堂入り。2012年、アダルトビデオ30周年記念企画（AV30）として行われた人気投票で6位選出。2019年開催、光文社「平成最強のAV女優は誰だ！史上最大ランキング」にノミネートされるほどの人気を得た。
2008年初頭、YouTubeで突如ビデオブログとして「ひかるのビデオ日記（後に「cotorichのビデオ日記」、現在の「COTORICH」に変更）」を公開。本人から明言はされていないものの、「古都ひかる」と同一人物として報道されている。
2009年初頭から、クリエイター活動の一環として公式ブログにて自らの手で様々な被写体を撮影した作品の公開を始める。同年秋、それらの延長線として自主制作による写真集『COTORINRI』を発表。
2010年夏、インディーズにて音楽活動を開始し、デビュー曲「I LOVE YOU」をオンラインにて配信。以後2012年までに6曲を発表し、吉田豪らによるディスクガイド「アイドル・ソング・クロニクル」（ミュージック・マガジン）でも取り上げられた。
2010年8月から、YouTubeで「東京元気」というビデオブログも開始。同年10月、国際文化カレッジ主催の第14回総合写真展にて優秀賞を受賞。同年秋頃よりYouTube内でメイクアップ動画を公開し始める。レディー・ガガ、初音ミク、AKB48等のメイクに挑戦している。
2011年10月、コトリッチ名義でニコニコ生放送デビュー。
2011年12月、東京カワイイ★TV（NHK）に出演。
2012年3月、東京国際アニメフェア2012 「きみとも つついはじめ」ブースにて、トークショー出演。
2016年、10月からLINE LIVEの配信を始め、「LINE LIVE OF THE YEAR 2016」を受賞。
2012年8月よりYouTubeでの活動が休止状態であったが、2016年11月より活動再開。

## 写真集
古都ひかる名義
- 『ラヴ・シーン』（2004年2月10日、ベストセラーズ　撮影：野村誠一） - ISBN 978-4584170908
- 『Hikaru』（2004年6月8日、双葉社　撮影：野村誠一）[9] - ISBN 978-4575296945

コトリッチ名義
- 『COTORINRI』 1 - （自主製作） - 2009年
- 『COTORINRI』 2 - （自主製作） - 2010年
- 『COTORINRI』 3 - （自主製作） - 2011年11月17日
- 『COTORINRI』 温化 - （自主製作） - 2016年
- 『COTORINRI』 暖化 - （自主製作） - 2016年
- 『COTORINRI』 ナンニモナイ・ナンデモアル - （自主製作） - 2017年

## 配信限定シングル
コトリッチ名義
- I LOVE YOU （2010年9月7日）
- good morning （2010年9月11日）
- そばにいるよ （2011年1月7日）
- かみさまのうた （2011年4月22日）
- ごはん （2011年10月23日）
- ダイスキス （2012年4月5日）